# 蜜柑 (貓)
蜜柑（Mikan，2020年4月4日－）是臺灣高雄捷運公司的貓咪，現任橋頭糖廠站的貓站長，自2020年9月上任。暱稱蜜柑站長。

## 生平
出生於2020年4月4日，雄性。本為流浪貓，後被橋頭糖廠站人員認養，因為是橘色、蜷縮起來時像是柑橘，所以被高雄捷運公司命名為「蜜柑」。2020年9月，蜜柑正式就任站長。蜜柑平時都待在高捷總部，但每月會到糖廠站執勤一次。
2021年2月25日，高雄市市長陳其邁到橋頭糖廠站探班蜜柑。同年3月19日，時任總統蔡英文蒞臨橋頭糖廠站探視蜜柑，並由陳其邁等市政府官員陪同出席。
2022年1月，蜜柑出席了台鐵集集車站建站百週年慶祝活動，與集集車站的貓站長「龍蕉Sun」同框。同年3月，高雄捷運邀請知名貓咪攝影師吳毅平在鹽埕埔站辦攝影展，以慶祝蜜柑的2歲生日。
高雄捷運為蜜柑開設Instagram帳號「krtcmikan」與Facebook粉專「高雄捷運-蜜柑站長」。

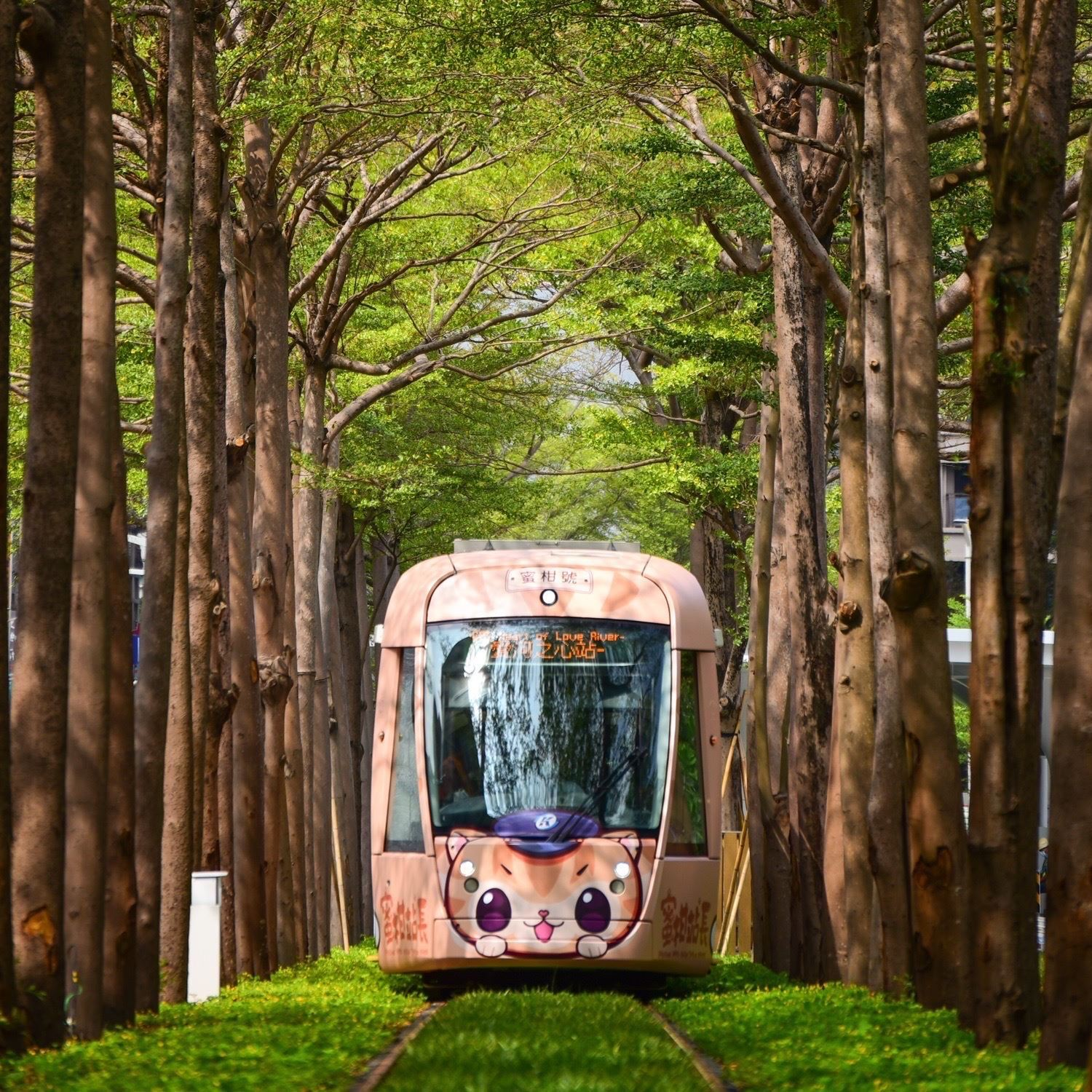
行駛在輕軌龍貓隧道上的「蜜瑪連線～歡樂同萌會」彩繪列車。

高雄捷運公司曾以蜜柑為主題推出輕軌告白列車「蜜柑號」、舉辦路跑活動。2022年10月，高雄輕軌C21美術館站到C21A內惟藝術中心站之間的綠色隧道「龍貓隧道」開通，高雄捷運推出貓咪風格的「蜜瑪連線～歡樂同萌會」彩繪列車，上有蜜柑和網紅貓黃阿瑪形象的圖案。

## 外部連結
- 高雄捷運-蜜柑站長的Instagram帳戶
- 高雄捷運-蜜柑站長的Facebook專頁